# Alexandre Legrand-Gossart
Pour les articles homonymes, voir Gossart.
Alexandre Antoine Joseph Legrand dit Legrand-Gossart (Mons, 6 septembre 1780 – Mons, 19 août 1845) est un négociant et industriel charbonnier belge.

## Biographie

### Famille
Alexandre Antoine Joseph Legrand est le fils de Hubert Joseph Legrand et d'Ursule Rousselle. Il se marie à Marie Antoinette Caroline Gossart (1785-?), fille de Jean-Baptiste Gossart et de Caroline Dubois. De cette union naissent : 
- Victor Legrand (1808-1869), industriel charbonnier, président du Tribunal de commerce de Mons
- Félix Legrand (1811-?), négociant
- Pauline Legrand (1824-1893), épouse d'Hubert Dolez[2], jurisconsulte et homme politique belge.

### Carrière professionnelle

#### Domaine économique
Alexandre Legrand-Gossart est réputé pour sa puissance dans le charbonnage et notamment dans le transport du charbon, il est d’ailleurs un des importants actionnaires de la Société charbonnière de Navigation française et belge et du Charbonnage d’Hornu et Wasmes. Il est également lié à d’autres industries, particulièrement par ses actions : 
- Aux Carrières Rombaux de Soignies où étaient produites des pierres de taille
- Aux Hauts Fourneaux, Forges et Fonderies de Hourpes-sur-Sambre où étaient fabriquées des portes d’écluses
- À la Société des Embranchements du Canal de Charleroi
- Aux Chemins de Fer du Haut et du Bas-Flénu

#### Domaine politique
- 1827-1833 : Membre de la Chambre de commerce de Mons
- 1828- : Président du Tribunal de commerce de Mons
- 1833-1841 : Vice-président de la Chambre de commerce de Mons
- 1841-1845 : Président de la Chambre de commerce de Mons[5]
- À partir de 1836 : Échevin de Mons

Il est également présent dans le domaine de la presse, il a mainmise sur : L’industriel, Le Modérateur et la Gazette de Mons. 
De 1830 à 1835, son principal rival est Augustin Honnorez, tant sur le plan économique que politique.
À la suite de son décès le 19 août 1865, il est inhumé au cimetière de Mons.

## Publication
- Réponse au mémoire de la chambre de commerce d'Ypres sur les projets de jonction de la Haine à la Mer du Nord, par la Lys et l'Yperlée (1834)